# Úžina Nevelského
Úžina Nevelského (rusky Пролив Невельского) je průliv v Tatarském průlivu nacházejícím se v nejužším místě mezi ostrovem Sachalin a asijskou pevninou. Úžina Nevelského je administrativně součástí Ruska na hranici mezi Chabarovským krajem a Sachalinskou oblastí na ruském Dálném východě.

## Geografie
Úžina Nevelského je „průliv v průlivu“ v Tatarském průlivu, který spojuje Japonské moře a Ochotské moře mezi ostrovem Sachalin a asijskou pevninou v severovýchodní Asii. Úžina Nevelského spojuje jižní část Tatarského průlivu s ústím řeky Amur. Úžina tvoří nejužší místo mezi Sachalinem a pevninou a vyznačuje se řadou malých mysů a zálivů. Nejužším místem úžiny je mys Lazarev, který vyčnívá směrem k mysu Pogibi.
Politicky je úžina Nevelského ruským územím v oblasti ruského Dálného východu mezi Chabarovským krajem a Sachalinskou oblastí. Pobřeží úžiny je jen řídce osídleno, jedinými významnějšími osadami jsou Pogibi a Lazarev, které se nachází na opačných stranách úžiny u mysu Lazarev.
Délka úžiny je asi 56 km, nejmenší šířka je 7,3 km a hloubka v plavební dráze je až 7,2 m.
Úžina je od konce prosince do března zaledněná.

## Historie
Úžina byla pojmenována na počest kapitána Gennadije Něvelského, raného ruského průzkumníka ruského Dálného východu a zakladatele Nikolajevska na Amuru, první ruské osady v regionu. V roce 1849 Něvelskij zjistil, že Tatarský průliv není zálivem ale průlivem, jako třetí člověk tak potvrdil, že Sachalin není poloostrov ale ostrov.
Strategická poloha úžiny Nevelského z něj udělala předmět mnoha navrhovaných projektů spojujících Sachalin s pevninou. V roce 1950 byla zahájena pod úžinou stavba tunelu, ale po smrti Josifa Stalina v roce 1953 byly práce odloženy a později zcela zrušeny. V červenci 2018 zadal ruský prezident Vladimír Putin za úkol vypracovat analýzu návrhu na stavbu železničního a silničního mostu na Sachalin. Putin prohlásil, že projekt je pro obyvatele Sachalinu velmi důležitý a bude jedním z hlavních faktorů, aby lidé zůstali i nadále žít v regionu. Od roku 2018 zůstalo jen u analýz, do roku 2022 stavba nebyla zahájena.

## Projekt přehrady
V roce 1894 bylo navrženo zablokovat úžinu Nevelského přehradou, aby se zablokovala cesta studeného mořského proudu, který údajně přichází z Ochotského moře do Japonského moře. Později se však zjistilo, že žádný takový tok vůbec neexistuje.
V sovětských dobách bylo navrženo uměle prohloubit a rozšířit úžinu Nevelského, aby bylo možné vyslat do Ochotského moře teplý cušimský proud. To mělo podle autora projektu způsobit oteplování klimatu v Ochotském moři. Sovětský svaz ale neměl dostatek peněz na realizaci projektu, který měl pobřeží Ochotského moře proměnit téměř v subtropy. 
Kritici projektu, například Gennadij Jurasov, vedoucí laboratoře hydrologických procesů a klimatu Tichomořského oceánologického institutu pobočky Dálného východu Ruské akademie věd, tvrdí, že vybudování přehrady nemůže nijak změnit klima v oblasti.